# Telli Baba
Telli Baba (fl. XV secolo) è stato un saggio il cui sepolcro si trova sulla sponda europea di Istanbul, nel distretto di Sarıyer, in Turchia.
Nel corso dei secoli sono nate molte leggende intorno alla figura del santo. La prima racconta che il saggio partecipò alla conquista di Costantinopoli e che fu poi martirizzato. La seconda, invece, che fu un soldato dell'esercito di Fatih Mehmet caduto durante una battaglia e la terza, infine, narra che una coppia di amanti si siano suicidati perché ostacolati dai genitori, contrari al matrimonio. Il corpo della ragazza fu seppellito nel luogo dell'eremitaggio mentre quello dell'uomo fu gettato in mare: questo spiegherebbe perché sulla tomba del saggio si rechino in preghiera sia le donne che i pescatori.
Il piccolo eremitaggio di Telli Baba attira, infatti, tutte le ragazze desiderose di trovare marito: le fanciulle che si recano in pellegrinaggio dopo aver pregato, tagliano un filo d'argento che depongono sopra la tomba del saggio e ne conservano una piccola parte devotamente fin quando non trovano lo sposo. Le fanciulle tornano, in seguito, in abito da sposa a ringraziare Telli Baba e a riportargli il filo d'argento